# Suimanga de Madagascar
El suimanga de Madagascar (Cinnyris sovimanga) és un ocell de la família dels nectarínids (Nectariniidae).

## Hàbitat i distribució
Habita boscos, vegetació secundària i manglars de les terres baixes de Madagascar, i les illes Aldabra i Glorioses.